# جورج كرون
جورج كرون (بالإنجليزية: George Crone)‏ هو مونتير ومخرج أمريكي، ولد في 6 أكتوبر 1894 في سان فرانسيسكو في الولايات المتحدة، وتوفي في أكتوبر 1966 في فينتورا في الولايات المتحدة.

## وصلات خارجية
- جورج كرون على موقع IMDb (الإنجليزية)
- جورج كرون على موقع ألو سيني (الفرنسية)
- جورج كرون على موقع أول موفي (الإنجليزية)
- جورج كرون على موقع قاعدة بيانات الأفلام السويدية (السويدية)
- جورج كرون على موقع قاعدة بيانات الفيلم (الإنجليزية)
- جورج كرون على موقع كينوبويسك (الروسية)